# Театр песни Аллы Пугачёвой
Театр Аллы Пугачёвой (или «Театр песни Аллы Пугачёвой» или просто «Театр Песни») — неосуществлённый проект культурно-делового центра, разработанный компанией PMI. Предполагалось, что театр построят на Васильевском острове в Санкт-Петербурге. Изначально работы по строительству здания должны были закончиться в 2012 году, однако из-за изменения проекта сроки сдвинулись до 2015 года. Многофункциональный комплекс высотой 60 метров, площадью внутренних помещений более 180 тыс. м² должен был расположиться на площади 2,7 га и состоять из концертного зала-трансформера вместимостью от 3 500 до 14 000 зрителей, нескольких выставочных залов, студии звукозаписи, а также бизнес-центра и гостиницы. Предполагаемая стоимость строительства оценивалась в 400—500 млн долларов США. В 2014 году Куйбышевский районный суд Санкт-Петербурга признал незаконным распоряжение, разрешающее строительство Театра. В настоящее время проект заморожен.

## «Театр песни» в Москве. 1994 год
Фирма «Театр Песни» Пугачёвой существует с 1988 года. Она занимается организацией культурно-массовых мероприятий (например, фестиваль «Рождественские встречи»), гастролей, выпуском альбомов и сувенирной продукции, а также продюсерской деятельностью. Изначально офис организации располагался в спортивном комплексе «Олимпийский». В 1994 году правительство Москвы предложило использовать под помещение театра здание кинотеатра «Форум», однако оно находилось в аварийном состоянии и требовало больших затрат на реконструкцию. Как сообщалось в СМИ, в последующие годы предлагались и другие площадки, в том числе в комплексе «Москва-Сити», на Лужнецкой набережной и на Красных Холмах. Однако в Москве «Театр песни» так и не был построен.

## «Театр песни» в Санкт-Петербурге. Проект 2008 года
В 2008 году губернатор Санкт-Петербурга Валентина Матвиенко выделила для строительства театра пустырь в устье реки Смоленка на Морской набережной Васильевского острова. Выделенный участок площадью 2,7 гектаров представляет в плане прямоугольный искусственный остров, окружённый водами реки и Финского залива. С Васильевским островом он соединён четырьмя Смоленскими мостами. По первоначальному проекту высота здания должна была составлять 100—120 метров (при высоте в 120 метров, сооружение заняло бы четвёртое место в списке самых высоких зданий города), а само оно выполнено в форме гигантской буквы «П». Главный архитектор проекта — Евгений Подгорнов — подчёркивал, что буква «П» не является намёком на «Пугачёву» или «Примадонну» (как об этом писали СМИ), а представляет собой подобие арки, логически замыкающей реку Смоленка. Основой проекта являлся современный концертный зал на 4 500 человек. Помимо зала на территории театра должны были располагаться: бизнес-центр, различные студии, в том числе звукозаписи, театральная и студия танцев, а также апартаменты и гостиница на 120 номеров. Оценочная стоимость строительства составляла около 250 млн долларов. Все затраты, связанные со строительством брали на себя инвесторы проекта, в число которых входили Алла Пугачёва, Кристина Орбакайте, продюсер Евгений Финкельштейн и другие. Предполагалось, что строительство начнётся в 2009 году и продлится три года, однако к 2011 году оно так и не было начато, а сам проект претерпел значительные изменения. Изменилась форма здания: вместо 120-метровой доминанты в виде буквы «П» теперь предлагалось возвести 70 метровое здание, выполненное в форме бриллианта.

## «Театр песни» в Санкт-Петербурге. Проект 2012 года
Новую форму здания (в виде бриллианта) предложило лондонское бюро «Populous», которое занималось проектированием стадиона «Уэмбли» в Лондоне, стадиона «ANZ» в Австралии, а также Олимпийского стадиона в Сочи. Проект разрабатывался совместно с архитектурным бюро «А.Лен». Новый проект был представлен на совместной пресс-конференции Аллы Пугачёвой и Евгения Финкельштейна в апреле 2012 года. Концертный зал теперь мог трансформироваться под любую площадку, вмещая от 3 500 до 14 000 человек, были предусмотрены большие выставочные площади, а кроме того из-за сложной геологии изменили положение парковок. Если изначально их планировали размещать под землёй, то в новом проекте их располагали уже на поверхности. Все эти изменения увеличили стоимость проекта до 400 млн долларов.
Однако даже после существенной переработки проекта, строительство не началось. Депутат Законодательного собрания Санкт-Петербурга Алексей Ковалёв выступил с заявлением, что строительство здания незаконно, так как помешает прокладке магистрали по Морской набережной, запланированной Генеральным планом города. Городской суд Петербурга, а позже и судебная коллегия по административным делам Верховного суда РФ подтвердили несоответствие строительства генеральному плану Санкт-Петербурга. Кроме того указывалось, что по закону о зонах охраны, в устье реки Смоленка допускается строительство здания максимальной высотой 40 метров, так как русло реки находится на одной линии с Невским проспектом и более высокая постройка будет видна за зданием Адмиралтейства, что нарушит сложившийся архитектурный облик и изменит исторический вид центра города. Застройщиком было принято решение об уменьшении высоты здания на 10 метров до 60 метров, однако и это не помогло. В январе 2014 года Куйбышевский районный суд Петербурга признал незаконным распоряжение городского комитета по градостроительству и архитектуре на строительство «Театра песни Аллы Пугачевой». В свою очередь Евгений Финкельштейн заявил, что прорабатывается возможность очередного изменения проекта таким образом, чтобы городская магистраль могла пройти сквозь здание.

## «Театр песни» в других городах
В связи с возникшими сложностями согласования постройки театра в Санкт-Петербурге, появилась информация, что проект может быть реализован в других городах. В частности, рассматривается возможность строительства в Киеве, Риге, Екатеринбурге, Самаре и в Казани.